# Carolyn Dornak
Carolyn Ann Dornak (Atascosa, 28 luglio 1949) è un'ex cestista statunitense.

## Carriera
Con gli Stati Uniti ha disputato i Campionati mondiali del 1971 e i Giochi panamericani di Cali 1971.